# Аржикур (Пикардия)
Аржику́р (фр. Hargicourt) — коммуна во Франции, находится в регионе Пикардия. Департамент коммуны — Эна. Входит в состав кантона Боэн-ан-Вермандуа. Округ коммуны — Сен-Кантен.
Код INSEE коммуны — 02370.

## Население
Население коммуны на 2010 год составляло 557 человек.
| 1962 | 1968 | 1975 | 1982 | 1990 | 1999 | 2010 |
| ---- | ---- | ---- | ---- | ---- | ---- | ---- |
| 620  | 559  | 561  | 540  | 557  | 559  | 557  |

## Экономика
В 2010 году среди 364 человек трудоспособного возраста (15—64 лет) 262 были экономически активными, 102 — неактивными (показатель активности — 72,0 %, в 1999 году было 69,2 %). Из 262 активных жителей работали 226 человек (122 мужчины и 104 женщины), безработных было 36 (16 мужчин и 20 женщин). Среди 102 неактивных 24 человека были учениками или студентами, 45 — пенсионерами, 33 были неактивными по другим причинам.